# Électorat de Bade
1803–1806
Entités précédentes :
- Margraviat de Bade

Entités suivantes :
- Grand-duché de Bade

L'électorat de Bade ou principauté-électorale de Bade (en allemand : Kurfürstentum Baden) était un État du Saint-Empire qui eut une courte durée puisqu'il fut créé lors des trois dernières années d'existence du Saint-Empire de 1803 à 1806, sur le territoire du margraviat de Bade.
Sa capitale était Baden (aujourd'hui, Baden-Baden).

## Histoire
L'électorat est créé par le recès d'Empire qui élève le margrave de Bade, Charles-Frédéric, au rang de prince-électeur.

## Territoire
L'électorat comprenait :
- le margraviat de Bade ;
- les territoires suivants, cédés par le § 5 du recès :
  - l'évêché de Constance ;
  - la partie de la principauté épiscopale de Spire située sur la rive gauche du Rhin ;
  - la partie de l'évêché de Bâle sur la rive gauche du Rhin, à savoir : le bailliage de Schlingen ;
  - la partie de l'évêché de Strasbourg sur la rive gauche du Rhin, à savoir : les bailliages d'Oberkirch, dans l'Ortenau, et Ettenheim, dans le Brisgau ;
  - une partie du comté palatin du Rhin, à savoir : les bailliages de Ladenburg, Bretten et Heidelberg, avec les villes de Heidelberg et de Mannheim ;
  - les bailliages hessois de Lichtenau et Willstätt ;
  - la seigneurie de Lahr ;
  - les abbayes de Schwarzach, Frauenalb, Allerheiligen, Lichtenthal, Gengenbach, Ettenheim-Munster, Petershausen, Reichenau, Oehningen, la prévôté et le chapitre d'Odenheim, et l'abbaye de Salmasweiler ;
  - les villes impériales d'Offenbourg, Zell, Gengenbach, Überlingen, Biberach, Pfullendorf et Bad Wimpfen.

Le traité de Presbourg y ajouta le Brisgau (à l'exception de la partie enclavée dans le royaume de Wurtemberg et située à l’est d’une ligne tirée du Schlegelberg jusqu’à la Molbach, et les villes et territoires de Willingen et Brentigen) et l'Ortenau, la ville de Constance et la commanderie de Meinau.